# World Rugby Sevens Series 2019-2020
Il World Rugby Sevens Series 2019-2020 è stata la ventunesima edizione del torneo internazionale di rugby a 7 organizzato da World Rugby. In seguito allo scoppio della pandemia di COVID-19 la competizione si è conclusa anticipatamente l'8 marzo 2020 e la classifica finale è stata redatta sulla base dei punti ottenuti dalle nazionali in sei tornei disputati a fronte dei dieci che erano stati normalmente programmati.

## Formato
La competizione è una serie di tornei dove le squadre partecipanti ottengono un punteggio secondo i piazzamenti nei singoli tornei al fine di determinare la classifica finale che assegnerà il vincitore.
In ogni torneo partecipano 16 squadre, alle 15 core teams, ovvero le squadre che hanno acquisito il diritto a partecipare a tutti i tornei della serie, si ne aggiunge una a invito rappresentate il continente dove si svolge il torneo.
Al torneo di Hong Kong si disputa inoltre un torneo separato di qualificazione con 12 squadre, la cui vincitrice parteciperà all'edizione successiva delle World Series. 
Nella prima fase le squadre sono divise in gironi da quattro formazioni, che disputano un girone all'italiana. Sono attribuiti 3 punti per la vittoria, 2 per il pareggio, uno per la sconfitta, 0 se si dà forfait. A parità di punti sono considerati:
1. Confronto diretto.
2. Differenza punti.
3. Differenza mete.
4. Punti segnati.
5. Sorteggio.

Nella seconda fase ad eliminazione diretta, le prime due di ogni girone competono per la Cup e per l'assegnazione delle medaglie. Le restanti squadre accedono invece a un secondo tabellone per determinare la loro posizione finale.
Punteggi
| Torneo        | Vincitore | Finalista | Terza         | Quarta        |
| Torneo        | Vincitore | Finalista | Semifinaliste | Semifinaliste |
| ------------- | --------- | --------- | ------------- | ------------- |
| Cup 1-4 posto | 22        | 19        | 17            | 15            |
| 5-6 posto     | 13        | 12        |               |               |
| 7-8 posto     | 11        | 10        |               |               |
| 9-10 posto    | 8         | 7         |               |               |
| 11-12 posto   | 6         | 5         |               |               |
| 13-14 posto   | 4         | 3         |               |               |
| 15-16 posto   | 2         | 1         |               |               |

Se due squadre sono a pari punti a fine stagione si usano i seguenti metodi per stabilire la classifica:
1. Differenza punti in stagione
2. Totale mete in stagione
3. Se non sono bastati i criteri sopra le squadre sono pari

In questa stagione, disputata in formato ridotto a causa della pandemia di COVID-19, non è prevista la retrocessione dell'ultima classificata fra le core teams. 

## Squadre partecipanti
A seguito del torneo di qualificazione disputatosi durante gli Hong Kong Sevens del 2019, la selezione dell'Irlanda si è qualificata alla competizione, sostituendo così il Giappone, che è stato retrocesso ma prenderà parte ad alcuni tornei in qualità di squadra invitata. Le 15 core teams per la stagione 2019-20 sono le seguenti:
| Argentina | Galles        | Samoa       |
| Australia | Inghilterra   | Scozia      |
| Canada    | Irlanda       | Spagna      |
| Figi      | Kenya         | Stati Uniti |
| Francia   | Nuova Zelanda | Sudafrica   |

## Tornei 2019-20
| Tornei 2019–20      | Tornei 2019–20                          | Tornei 2019–20               | Tornei 2019–20 |
| Torneo              | Località                                | Date                         | Vincitore      |
| ------------------- | --------------------------------------- | ---------------------------- | -------------- |
| Dubai Sevens        | The Sevens, Dubai                       | 5 dicembre-7 dicembre 2019   | Sudafrica      |
| South Africa Sevens | Cape Town Stadium, Città del Capo       | 13 dicembre-15 dicembre 2019 | Nuova Zelanda  |
| Nuova Zelanda       | Waikato Stadium, Hamilton               | 25 gennaio-26 gennaio 2020   | Nuova Zelanda  |
| Australia Sevens    | Bankwest Stadium, Sydney                | 1º febbraio-2 febbraio 2020  | Figi           |
| USA Sevens          | Dignity Health Sports Park, Los Angeles | 29 febbraio-1º marzo 2020    | Sudafrica      |
| Canada Sevens       | BC Place, Vancouver                     | 7 marzo-8 marzo 2020         | Nuova Zelanda  |
| Hong Kong Sevens    | Hong Kong Stadium, Hong Kong            | N/D                          |                |
| Singapore Sevens    | National Stadium, Singapore             | N/D                          |                |
| London Sevens       | Twickenham, Londra                      | N/D                          |                |
| Paris Sevens        | Stadio Jean Bouin, Parigi               | N/D                          |                |

## Classifica generale
| Pos. | Squadra       | Dubai | Cape Town | Hamilton | Sydney | Los Angeles | Vancouver | TOTALE |
| ---- | ------------- | ----- | --------- | -------- | ------ | ----------- | --------- | ------ |
| 1    | Nuova Zelanda | 19    | 22        | 22       | 13     | 17          | 22        | 115    |
| 2    | Sudafrica     | 22    | 19        | 7        | 19     | 22          | 15        | 104    |
| 3    | Figi          | 8     | 15        | 8        | 22     | 19          | 11        | 83     |
| 4    | Australia     | 13    | 5         | 17       | 12     | 15          | 19        | 81     |
| 5    | Inghilterra   | 17    | 7         | 15       | 15     | 10          | 13        | 77     |
| 6    | Francia       | 12    | 17        | 19       | 8      | 11          | 7         | 74     |
| 7    | Stati Uniti   | 10    | 8         | 12       | 17     | 13          | 12        | 72     |
| 8    | Canada        | 7     | 6         | 13       | 7      | 7           | 17        | 57     |
| 9    | Argentina     | 11    | 13        | 11       | 10     | 8           | 3         | 56     |
| 10   | Irlanda       | 5     | 12        | 5        | 11     | 12          | 4         | 49     |
| 11   | Scozia        | 3     | 10        | 6        | 6      | 4           | 8         | 37     |
| 12   | Kenya         | 4     | 11        | 10       | 1      | 3           | 6         | 35     |
| 13   | Samoa         | 15    | 4         | 2        | 2      | 5           | 5         | 33     |
| 14   | Spagna        | 6     | 3         | 4        | 4      | 6           | 10        | 33     |
| 15   | Galles        | 2     | 1         | 1        | 5      | 2           | 2         | 13     |
| 16   | Giappone      | 1     | 2         | 3        | 3      | –           | 1         | 10     |
| 17   | Corea del Sud | –     | –         | –        | –      | 1           | –         | 1      |

| Legenda          |
| ---------------- |
| Vincitrice       |
| Squadre invitate |

## Risultati Tornei

### Dubai Seven
| Trofeo      | Finaliste                                   | Semifinaliste           |
| ----------- | ------------------------------------------- | ----------------------- |
| Cup         | Sudafrica 15-0 Nuova Zelanda                | Inghilterra 19-17 Samoa |
| 5º-8º posto | Australia, Francia, Argentina e Stati Uniti |                         |
| 9º posto    | Figi 40-17 Canada                           |                         |
| 11º posto   | Spagna 19-14 Irlanda                        |                         |
| 13º posto   | Kenya 26-14 Scozia                          |                         |
| 15º posto   | Galles 38-12 Giappone                       |                         |

### South Africa Sevens
| Trofeo      | Finaliste                          | Semifinaliste            |
| ----------- | ---------------------------------- | ------------------------ |
| Cup         | Nuova Zelanda 7-5 Sudafrica        | Francia 29-24 (dts) Figi |
| 5º-8º posto | Argentina, Irlanda, Kenya e Scozia |                          |
| 9º posto    | Stati Uniti 17-12 Inghilterra      |                          |
| 11º posto   | Canada 22-5 Australia              |                          |
| 13º posto   | Samoa 38-7 Spagna                  |                          |
| 15º posto   | Giappone 19-15 Galles              |                          |

### New Zealand Sevens
| Trofeo    | Finaliste                  | Semifinaliste               |
| --------- | -------------------------- | --------------------------- |
| Cup       | Nuova Zelanda 27-5 Francia | Australia 33-21 Inghilterra |
| 5º posto  | Canada 28-7 Stati Uniti    |                             |
| 7º posto  | Argentina 19-17 Kenya      |                             |
| 9º posto  | Figi 12-5 Sudafrica        |                             |
| 11º posto | Scozia 24-19 Irlanda       |                             |
| 13º posto | Spagna 19-15 Giappone      |                             |
| 15º posto | Samoa 21-7 Galles          |                             |

### Sydney Sevens
| Trofeo    | Finaliste                    | Semifinaliste                 |
| --------- | ---------------------------- | ----------------------------- |
| Cup       | Figi 12-10 Sudafrica         | Stati Uniti 17-10 Inghilterra |
| 5º posto  | Nuova Zelanda 24-5 Australia |                               |
| 7º posto  | Irlanda 21-12 Argentina      |                               |
| 9º posto  | Francia 7-0 Canada           |                               |
| 11º posto | Scozia 21-5 Galles           |                               |
| 13º posto | Spagna 14-7 Giappone         |                               |
| 15º posto | Samoa 19-12 Kenya            |                               |

### USA Sevens
| Trofeo        | Finaliste                  | Semifinaliste                 |
| ------------- | -------------------------- | ----------------------------- |
| Cup           | Sudafrica 29-24 (dts) Figi | Nuova Zelanda 21-19 Australia |
| 5º posto      | Stati Uniti 24-19 Irlanda  |                               |
| 7º-8º posto   | Francia e Inghilterra      |                               |
| 9º posto      | Argentina 21-19 Canada     |                               |
| 11º-12º posto | Spagna e Samoa             |                               |
| 13º posto     | Scozia 29-24 (dts) Kenya   |                               |
| 15º-16º posto | Galles e Corea del Sud     |                               |

### Canada Sevens
| Trofeo        | Finaliste                     | Semifinaliste          |
| ------------- | ----------------------------- | ---------------------- |
| Cup           | Nuova Zelanda 17-14 Australia | Canada 26-19 Sudafrica |
| 5º posto      | Inghilterra 26-24 Stati Uniti |                        |
| 7º-8º posto   | Figi e Spagna                 |                        |
| 9º posto      | Scozia 12-7 Francia           |                        |
| 11º-12º posto | Samoa e Kenya                 |                        |
| 13º posto     | Irlanda 31-26 (dts) Argentina |                        |
| 15º-16º posto | Galles e Giappone             |                        |